# Premio Pascal Roller
Il Premio Pascal Roller è il premio conferito dalla Basketball-Bundesliga al giocatore più popolare. Il vincitore del premio sarà determinato dopo la fine della stagione attraverso un voto dei tifosi sulla homepage della Basketball Bundesliga.
Dal 2010 è intitolato a Pascal Roller.

## Vincitori
| Stagione  | Nazionalità    | Giocatore           | Squadra               |
| --------- | -------------- | ------------------- | --------------------- |
| 2005-2006 | Croazia        | Matej Mamić         | ALBA Berlino          |
| 2006-2007 | Stati Uniti    | Darius Hall         | Artland Dragons       |
| 2007-2008 | Stati Uniti    | John Bowler         | Telekom Baskets Bonn  |
| 2008-2009 | Stati Uniti    | Rickey Paulding     | EWE Baskets Oldenburg |
| 2009-2010 | Germania       | Pascal Roller       | ALBA Berlino          |
| 2010-2011 | Stati Uniti    | Kyle Hines          | Brose Bamberg         |
| 2011-2012 | Germania       | Per Günther         | ratiopharm Ulm        |
| 2012-2013 | Germania       | Per Günther (2)     | ratiopharm Ulm        |
| 2013-2014 | Germania       | Per Günther (3)     | ratiopharm Ulm        |
| 2014-2015 | Germania       | Per Günther (4)     | ratiopharm Ulm        |
| 2015-2016 | Germania       | Per Günther (5)     | ratiopharm Ulm        |
| 2016-2017 | Stati Uniti    | Rickey Paulding (2) | EWE Baskets Oldenburg |
| 2017-2018 | Stati Uniti    | Rickey Paulding (3) | EWE Baskets Oldenburg |
| 2018-2019 | Austria        | Rašid Mahalbašić    | EWE Baskets Oldenburg |
| 2019-2020 | Non assegnatoa | Non assegnatoa      | Non assegnatoa        |
| 2020-2021 | Germania       | Paul Zipser         | Bayern Monaco         |
| 2021-2022 | Stati Uniti    | Rickey Paulding (4) | EWE Baskets Oldenburg |
| 2022-2023 | Austria        | Thomas Klepeisz     | ratiopharm Ulm        |
| 2023-2024 |                |                     |                       |